# 艾林 (伊利諾伊州)
艾林（英語：Irene）是位於美國伊利諾伊州布恩縣的一個非建制地區。該地的面積和人口皆未知。

## 地理
艾林的座標為42°10′13″N 88°54′01″W / 42.17028°N 88.90028°W，而該地的平均海拔高度為249米（即817英尺）。